# Australis
Australis es el nombre del proyecto musical new age electrónico creado por el polifacético compositor/productor peruano Oscar Aguayo, aunque este nombre es a menudo empleado para referirse a él directamente. Actualmente establecido en Utah, llamó a su proyecto "Australis" (que en latín significa literalmente "proveniente del sur") porque esa palabra simboliza sus orígenes y los lugares donde recibió sus influencias musicales primarias.

## Historia
Australis fue oficialmente creado como un proyecto musical en los Estados Unidos en agosto de 2004. En enero de 2005 ganó el premio 2004 Morpheus Music's Best Independent Artist con material lanzado solo a selectas estaciones de radio en internet. Su álbum debut, Lifegiving, fue lanzado independientemente en mayo de 2005.

A inicios de 2006 Lifegiving fue relanzado en el sur de Asia por el sello discográfico Orange Music. En agosto de 2006 dos temas del álbum debut, Lifegiving, fueron incluidos en la compilación Echoes of Tuvalu por New Vibes Music.

En agosto de 2005 se anunció el inicio del trabajo para el segundo álbum de Australis, The Gates of Reality; y casi dos años después dos de sus temas musicales fueron incluidos en el disco compacto que acompañó al último número de la revista holandesa (actualmente fuera de circulación) E-dition Magazine, a pesar de que el álbum aún no había sido lanzado por aquel entonces.

Su segundo álbum, The Gates of Reality, fue lanzado en noviembre de 2008 bajo el sello discográfico Essential Noises.

El 13 de junio de 2009, la página web oficial de Australis anunció el inicio del trabajo para un tercer disco. El título temporal del nuevo álbum era Human Genus. Aunque no se ha anunciado la fecha oficial de lanzamiento, a inicios de julio de 2010 su título oficial fue anunciado como Sentient Genus Essential Noises.

## Estilo musical
Dentro del amplio género new age, sus estilos musicales incluyen ambient music, world music, Electronic music, Ethnic music, música Sinfónica y Soundtrack. Entre otros adjetivos, su estilo musical ha sido descrito como melódico, intenso, contagioso, emocional y significativo. El estilo de Australis se caracteriza por una instrumentación muy rica, presente incluso en sus piezas más simples; melodías variadas y claramente definidas se construyen sobre sólidas bases tonales (que consisten en plataformas —pads— cambiantes o arreglos orquestales completos); y atractivos ritmos, a menudo con influencias étnicas.
Instrumentalmente, la música de Australis emplea los esperados sintetizadores electrónicos y samplers, trayendo interesantes e inusuales efectos de sonido a mezclarse con el cuerpo musical principal. Sin embargo, mucho de su material exhibe instrumentos clásicos, que incluyen piano, cuerdas (violines y conjuntos) y vientos (clarinetes, oboes, etc.). Adicionalmente, él también incluye instrumentos exóticos en su material más étnico: vientos y cuerdas nativos de las regiones andinas de América del Sur (zampoña, charango), y también del Medio Oriente (Zurna, darbuka, etc.).
Otra característica interesante de la música de Australis es la variedad de estilos musicales que explora y compila en sus discos. Por ejemplo, el álbum Lifegiving empieza con un tema muy suave, relajante y orientado a la naturaleza; pero luego el segundo tema trae un sabor electrónico completamente diferente. Luego llega el tercer tema, que posee aún otro color muy reminiscente a alguna banda sonora dramática. Otros estilos también están representados más adelante en el disco, entre los cuales están el quasi-techno-dance Fire Tamer, el orquestal The Enchantment y el étnico Sacred Earth.
De acuerdo con una entrevista llevada a cabo por Lost Frontier hacia finales de 2005, esta reunión de estilos es consecuencia de los mensajes que él trata de transmitir a través de su música: «No presto tanta atención a los estilos como al mensaje que estoy tratando de expresar.»
El lanzamiento del segundo álbum de Australis, The Gates of Reality, fortalece esta característica a lo largo de los catorce temas musicales que compila. Estos agrupan un amplio rango de estilos que van desde lo electrónico puro hasta lo épico, pasando por lo étnico.

## Discografía

### Trabajos publicados
1. Lifegiving (mayo de 2005)
2. The Gates of Reality (noviembre de 2008)

### Trabajos no publicados
1. Sentient Genus (en producción, fecha de lanzamiento aún no anunciada)

### Contribuciones
1. Echoes of Tuvalu (Compilación, varios artistas - agosto de 2006)
2. E-dition CD Sampler (Compilación, varios artistas - febrero de 2007)

### Página(s) oficial(es)
- Página oficial de Australis Archivado el 15 de octubre de 2004 en Wayback Machine.
- Australis en Facebook
- Australis en MySpace

### Sellos
- Sello discográfico Orange Music
- Sello discográfico New Vibes Music
- Sello discográfico Essential Noises

### Otros
- Compilación Echoes of Tuvalu
- Entrevista de Australis para Lost Frontier